# Moulin du Got

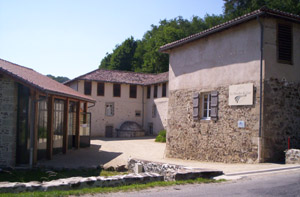
Le Moulin du Got aujourd'hui

Le Moulin du Got (en occitan Lo Molin dau Ga, un ga est un gué) est en Haute-Vienne, sur la commune de Saint-Léonard-de-Noblat, situé à la confluence de la Vienne et du Tard.

## Historique
Le moulin du Got créé en 1522 est un moulin à eau ; on y  a fabriqué du papier de chiffon (à base de  chanvre, de lin et de coton)  que l'on laissait macérer dans l'eau pendant quelques semaines avant de les travailler pour en faire du papier.
Ensuite, le papier a été fait à base de paille qui était abondante dans le Limousin.
Et pour finir le moulin a produit du carton (jouet, emballage, valise) jusqu'en 1954, date de sa fermeture définitive. Il est laissé à l'abandon, comme tous les autres moulins du Limousin pour manque de rentabilité.

## Réhabilitation du moulin
C'est en 1997 que l'on prend conscience de la valeur historique du site et il se crée l'Association du Moulin du Got. La commune décide de le réhabiliter, le coût de l'opération  est en partie financé par le Conseil général de la Haute-Vienne, le Conseil régional du Limousin, l'Europe au titre du programme Raphaël,. 
14 juin 2008, c'est l'inauguration de l'atelier pédagogique.
Le premier étage du bâtiment principal est un espace muséographique.

## Le moulin aujourd'hui
Produisant de nouveau des feuilles de papier, le moulin du Got est un musée ouvert aux visiteurs mais aussi un centre d'échanges professionnels et artistiques,.
Le musée propose des visites guidées sur la fabrication du papier, et sur l'histoire de l'imprimerie. Il accueille des presses typographiques (notamment Stanhope et mécaniques), une Linotype, presses lithographiques et en propose des démonstrations.